# رنه اشیک
رنه اشیک گوتیرز (به اسپانیایی: René Schick Gutiérrez) (زاده ۲۳ نوامبر ۱۹۰۹ – درگذشته ۳ اوت ۱۹۶۶) یک سیاستمدار اهل نیکاراگوئه بود. وی از ۱ مه ۱۹۶۳ تا هنگام مرگش در ۳ اوت ۱۹۶۶ رئیس‌جمهور این کشور بود.